# Dariusz Dudek (konstytucjonalista)
Dariusz Waldemar Dudek (ur. 30 lipca 1961 w Nowej Sarzynie) – polski prawnik, profesor nauk prawnych, specjalista w dziedzinie prawa konstytucyjnego. Doradca prezydentów RP Andrzeja Dudy (2022–2025) oraz Karola Nawrockiego (od 2025).

## Życiorys
Absolwent prawa UMCS (1983), nauczyciel akademicki KUL (od 1983), doktor nauk prawnych (UJ, 1989, rozprawa doktorska: Trybunał Konstytucyjny w Polsce – tło historyczne i porównawcze, analiza instytucji, uwarunkowania i przeobrażenia systemowe), doktor habilitowany (KUL, 2000, rozprawa habilitacyjna: Konstytucyjna wolność człowieka a tymczasowe aresztowanie, Lublin 1999), profesor nauk prawnych (2016, monografia profesorska: Autorytet Prezydenta a Konstytucja Rzeczypospolitej Polskiej, Lublin 2013), prof. zwyczajny KUL (od 2017). Kierownik Katedry Prawa Konstytucyjnego (od 2001). Uprzednio nauczyciel akademicki Wydziału Zamiejscowego Nauk Prawnych i Ekonomicznych Katolickiego Uniwersytetu Lubelskiego w Tomaszowie Lubelskim (1997-2002), kierownik Sekcji Prawa Publicznego KUL (2001–2005) oraz dyrektor Instytutu Prawa KUL (2005–2008), przewodniczący Senackiej Komisji Dyscyplinarnej ds. Studentów (2002–2004), Rzecznik Dyscyplinarny Uniwersytetu (2004–2008), opiekun Uniwersyteckiej Poradni Prawnej Studentów (2004–2010), prodziekan Wydziału Prawa, Prawa Kanonicznego i Administracji KUL oraz członek Senatu Akademickiego KUL (2004–2012).
Praca naukowa i badawcza oraz zajęcia dydaktyczne z zakresu prawa konstytucyjnego, ochrony wolności i praw człowieka, systemu organów państwowych, ustroju organów ochrony prawnej i zawodów prawniczych. Promotor ponad 250 prac magisterskich, recenzent ponad 100 prac magisterskich i licencjackich, promotor 12 wypromowanych doktorów prawa (w tym Przemysława Czarnka), recenzent 37 obronionych rozpraw doktorskich, recenzent w 11 przewodach habilitacyjnych, w 1 postępowaniu o nadanie tytułu doktora honoris causa KUL Prezydentowi Polski dr hab. n. prawnych Lechowi Kaczyńskiemu, Prof. UW i w 2 postępowaniach o nadanie tytułu naukowego profesora, przewodniczący oraz członek kilkudziesięciu komisji doktorskich i habilitacyjnych.
Autor ponad 100 publikacji naukowych z dziedziny prawa konstytucyjnego, monografii i rozdziałów, podręczników i artykułów nt. zasad ustroju, praw i wolności człowieka, systemu organów państwowych, w tym prezydenta, rządu i władzy sądowniczej, kontroli konstytucyjności prawa, instytucji odpowiedzialności władzy oraz historii prawa i adwokatury. Uczestnik i referent kilkudziesięciu konferencji naukowych; główny organizator 58. Ogólnopolskiego Zjazdu Katedr i Zakładów Prawa Konstytucyjnego w Zamościu w dniach 2–4 czerwca 2016 r. pod hasłem: Zmieniać Konstytucję, czy nie zmieniać?
Autor ponad 150 opinii prawnych, m.in. dla Prezydenta RP, Sejmu RP, Senatu RP, Rady Ministrów, Ministra Sprawiedliwości, Narodowego Banku Polskiego, Krajowej Rady Sądownictwa, Trybunału Konstytucyjnego. Asystent sędziego Trybunału Konstytucyjnego (1993–1998 – 59 opinii) i ekspert w postępowaniach legislacyjnych, m.in.: Komisji Senatu RP ds. uchwały o ciągłości prawnej państwa (1998), Komisji Nadzwyczajnej Sejmu RP ds. ustawy reprywatyzacyjnej (1999–2001); Komisji Senatu RP ds. Ordynacji wyborczej (2001), Komisji Nadzwyczajnej Sejmu RP ds. projektu nowelizacji Konstytucji RP (2008–2009). Dwukrotnie pełnomocnik Prezydenta RP w postępowaniach przed Trybunałem Konstytucyjnym: w 2009 pełnomocnik Lecha Kaczyńskiego ws. sporu kompetencyjnego między Prezydentem RP a Prezesem Rady Ministrów Donaldem Tuskiem (sygn. Kpt. 2/08), w 2020 pełnomocnik Andrzeja Dudy w sprawie sporu pomiędzy Sądem Najwyższym a Sejmem i Prezydentem RP (sygn. Kpt. 1/20).
W latach 1987–1988 członek Komitetu Założycielskiego NSZZ „Solidarność” Pracowników KUL. Adwokat Izby Adwokackiej w Lublinie (od 1991), członek Okręgowej Rady Adwokackiej (2001–2013) i delegat na Krajowy Zjazd Adwokatury (8-krotnie), od 2018 nie wykonuje zawodu. Z rekomendacji Prezesa Naczelnej Rady Adwokackiej członek Rady Programowej Krajowej Szkoły Sądownictwa i Prokuratury w Krakowie I kadencji (2009–2013). Członek Zespołu Ekspertów Narodowego Centrum Nauki w Krakowie (2011–2013). Współpracownik Kancelarii Prezydenta RP (od 2017). 30 marca 2022, z dniem 1 kwietnia, został powołany na stanowisko doradcy Prezydenta Polski Andrzeja Dudy. W 2024 wszedł w skład rady nadzorczej spółki Lubelskie Dworce. 5 sierpnia 2025 zakończył pełnienie funkcji doradcy Prezydenta RP. Jeszcze w tym samym miesiącu powrócił na to stanowisko, dołączając do administracji nowego prezydenta RP Karola Nawrockiego.
Członek Towarzystwa Naukowego KUL, Komisji Prawniczej Lubelskiego Oddziału Polskiej Akademii Nauk i Polskiego Towarzystwa Prawa Konstytucyjnego oraz 3 Komitetów Redakcyjnych: Roczników Nauk Prawnych KUL, Teki Komisji Prawniczej PAN Oddział w Lublinie, Studia Iuridica Lublinensia WPiA UMCS. Bezpartyjny.

## Wykaz nowszych publikacji[12][2]

### Monografie i rozdziały w pracach zbiorowych
- Prawo konstytucyjne w zarysie. Wybór źródeł, LWP, Lublin 2002;
- Obligacje II RP w świetle Konstytucji Trzeciej Rzeczypospolitej w: D. Dudek i in. (red.), Ius et Veritas, Księga poświęcona pamięci Michała Staszewicza, Lublin 2003;
- Życie czy wolność pacjenta – konflikt wartości, praw skazanego i sumienia lekarza w: A. Dębiński i in. (red.), Ecclesia et Status, Księga jubileuszowa z okazji 40-lecia pracy naukowej Profesora Józefa Krukowskiego, Lublin 2004;
- Konstytucja i odpowiedzialność, w: E. Gdulewicz i in. (red.), Dziesięć lat Konstytucji Rzeczypospolitej Polskiej, Rzeszów 2007;
- Wybory w perspektywie przemian konstytucyjnych w: D. Dudek i in. (red.): Jakiej ordynacji wyborczej potrzebuje Rzeczpospolita?, Lublin 2008;
- The Constitutional Law of the Republic of Poland w: T.Guz. et.al.(Eds.), A Synthesis of Polish Law, Frankfurt Am Main 2009;
- D. Dudek (red.), Zasady ustroju III Rzeczypospolitej Polskiej, Wolters Kluwer, Warszawa 2009;
- Jakie rozwiązania systemowo-ustrojowe powinna mieć Polska? W: J. Kochanowski i in. (red.): Quo vadis Polonia? W drodze do demokratycznego państwa prawa. Polska 1989-2009, Warszawa 2010;
- Czas w prawie i człowiek w czasie w: D. Dudek i in. (red.), Amicus hominis et defensor iustitiae, Księga Jubileuszowa w 70. rocznicę urodzin Sędziego Ferdynanda Rymarza, Lublin 2010;
- Aksjologia państwa republikańskiego, w: S.L. Stadniczeńko (red.), Jedność aksjologiczna systemu prawa w rozwijających się państwach demokratycznych Europy, Opole 2011;
- Prawo konstytucyjne II Rzeczypospolitej Polskiej w: T. Guz i in. (red.), Synteza prawa polskiego 1918-1939, C.H.Beck, Warszawa 2013;
- Prawo konstytucyjne Rzeczypospolitej Polskiej w: T. Guz i in. (red.), Synteza prawa polskiego od 1989, C.H.Beck, Warszawa 2013;
- D. Dudek i in., Konstytucyjny system organów państwa, C.H. Beck Warszawa 2013;
- Autorytet Prezydenta a Konstytucja Rzeczypospolitej Polskiej, Lublin 2013;
- Konstytucyjne podstawy ochrony bezpieczeństwa i porządku publicznego, w: W. Lis (red.), Bezpieczeństwo państwa. Zagadnienia podstawowe, Lublin 2014;
- Osoba fizyczna – problem podmiotowości prawnej człowieka, w: M.Sitarz i in. (red.), Reddite ergo quae sunt Caesaris Caesari et quae sunt Dei Deo, Księga Jubileuszowa Księdza Profesora Józefa Krukowskiego, Lublin 2014;
- Prawo i piękno w: W. Kruszewski i in. Poezja i egzystencja, Księga Jubileuszowa ku czci Profesora Józefa F. Ferta, Lublin 2015;
- Zasada bezstronności władz publicznych w sprawach przekonań i wolność ich wyrażania w życiu publicznym. w: J. Krukowski i in. (red.), Katolickie zasady relacji Państwo-Kościół a prawo polskie, Lublin 2015;
- Trybunał Konstytucyjny – nowa regulacja, stare problemy – w: P. Mikuli i in. (red.), Ustroje. Tradycje i porównania. Księga Jubileuszowa dedykowana Prof.dr.hab. Marianowi Grzybowskiemu w siedemdziesiątą rocznicę urodzin, Warszawa 2015;
- Komentarz do art. art. 146-162 Konstytucji, w: M. Safjan, L. Bosek (red.), Konstytucja RP. Komentarz, Tom II, C.H.Beck, Warszawa 2016;
- Dobre prawo jako dobro prawne, w: P. Stanisz i in. (red.), Transkulturowość filozofii prawa Antoniego Kościa, Lublin 2016;
- Is change of law always a neccesary remedy for each violation of human righte? w: IX Warsaw Seminar – Dysfunctions od Polish Law: How to Improve the System of Legal Remedies in Poland?, Warsaw 2016;
- Prawo do zawarcia małżeństwa w wybranych konstytucjach państw Unii Europejskiej, w: W. Góralski (red.), Ius connubii – ochrona i ograniczenia w prawie międzynarodowym, polskim i kanonicznym, Płock 2016;
- Obecność krzyża w przestrzeni publicznej a zasada bezstronności władz publicznych, w: P. Stanisz i in. (red.), Obecność krzyża w przestrzeni publicznej. Doświadczenia niektórych państw europejskich, Lublin 2016;
- Bezpieczeństwo polityczne – kompetencje organów władzy państwowej i bezpieczeństwa wewnętrznego, w: J. Krukowski i in. (red.), Bezpieczeństwo prawne państw demokratycznych w procesie integracji europejskiej: Polska – Słowacja – Ukraina, Lublin 2016;
- Poland: The Presence of the Cross in the Public Space and the Principle of Impartiality of Public Authorities, w: P. Stanisz et al. (Eds.), Presence of the Cross in Public Spaces; Experiences of Selected European Countries; Cambridge Scholars Publishing 2016;
- Kontrola operacyjna. Komentarz do wyroku TK z 12.12.2005 r., K 32/04, w: L. Garlicki i in.(red.), Na straży państwa prawa. Trzydzieści lat orzecznictwa Trybunału Konstytucyjnego, Wolters Kluwer, Warszawa 2016;
- Prawo i prawda, w: K. Wiak i in. (red.), Pecunia servire debet, sed non regere. Księga Jubileuszowa dedykowana Księdzu Profesorowi Stanisławowi Dubielowi, Lublin 2017;
- Prezydent Rzeczypospolitej – reguły demokracji a etos republiki, w: M. Zubik (red.), Minikomentarz dla Maksiprofesora. Księga Jubileuszowa Profesora Leszka Garlickiego, Warszawa 2017;
- Spory kompetencyjne przed Trybunałem Konstytucyjnym – konflikt w prawie czy prawo do konfliktu – w: R. Balicki i in. (red.), Dookoła Wojtek... Księga Pamiątkowa poświęcona Doktorowi Arturowi Wojciechowi Preisnerowi, Wrocław 2018;
- Prezydent a władza sądownicza (na marginesie uchwały Sądu Najwyższego z 31 maja 2017 r.) w: M. Serowaniec i in. (red.), Potentia non est nisi da bonum. Księga Jubileuszowa dedykowana Profesorowi Zbigniewowi Witkowskiemu, Toruń 2018;
- Konstytucja i agracjacja. Dylematy prawa łaski, w: R. Balicki i in. (red.), Państwo i jego instytucje. Konstytucja – sądownictwo – samorząd terytorialny, Wrocław 2018;
- Rozliczenia z przeszłością w polskim porządku konstytucyjnym, w: Sz. Pawłowski (red.), Prawo wobec przeszłości, część I, Warszawa 2018;
- Aksjologia Konstytucji Rzeczypospolitej Polskiej, w: M. Sitarz i in. (red.), Prawo a wartości w Europie. II Międzynarodowy Kongres Ruchu „Europa Christi”: Wizja Europy w ujęciu św. Jana Pawła II; Lublin, 17 października 2018 r. Teksty kongresowe; Częstochowa 2019;
- Zawieszenie stosowania ustawy polskiej przez Trybunał Sprawiedliwości UE, w: A. Gajda i in. (red.), Konstytucjonalizm polski. Refleksje z okazji Jubileuszu 70-lecia Urodzin i 45-lecia pracy naukowej Profesora Andrzeja Szmyta, Gdańsk 2020.

## Kierowane prace naukowo-badawcze
- 2005-2006: Zasady państwa prawnego i sprawiedliwości społecznej w praktyce ustrojowej III Rzeczypospolitej Polskiej